# Пластинчаста кістка

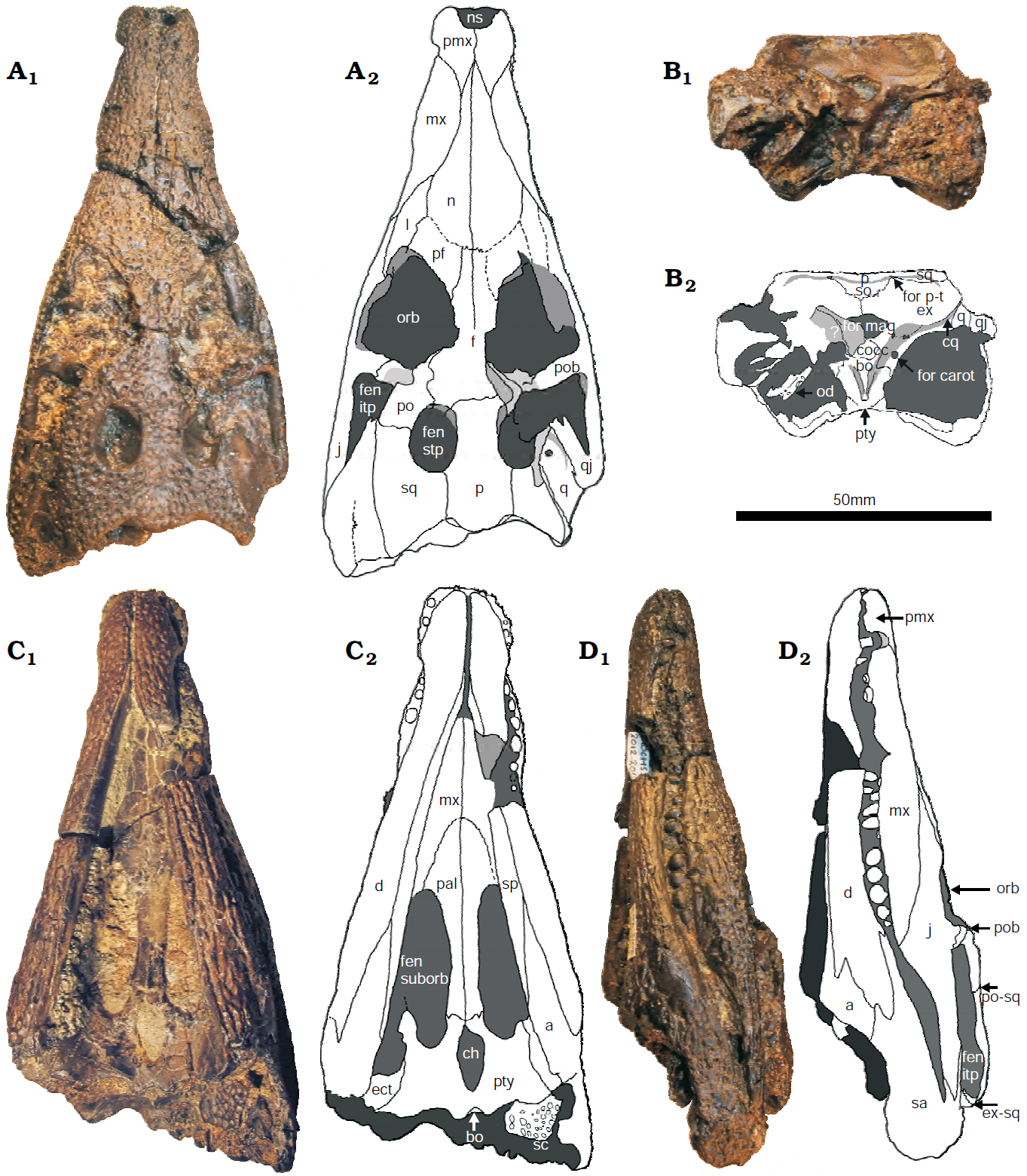
Череп крокодилоподібного Koumpiodontosuchus. Пластинчасту кістку — sp — видно на частині C_{2}, вигляд черепа знизу

Пластинчаста кістка (лат. os spleniale) — невелика кістка нижньої щелепи в земноводних, плазунів та птахів, розташована між кутовою та надкутовою кістками. Разом із вінцевою кісткою (англ. coracoid) і надкутовою кісткою, відсутня у нижній щелепі сучасних ссавців.